# Aïn Mellouk
Aïn Mellouk (em árabe: عين ملوك) é uma cidade e comuna localizada na província de Mila, Argélia. Segundo o censo de 2008, a população total da cidade era de 14 200 habitantes.